# 7 أكواب
7 أكواب (كان يُعرف سابقًا باسم 7 أكواب من الشاي), هو موقع ويب (متوفر أيضًا كتطبيق محمول) الذي يوفر علاج نفسي وعاطفي عبر الإنترنت والدعم المجاني للأشخاص الذين يعانون من ضغط نفسي، ويكون ذلك عن عن طريق وصل المستخدمين بمستمعين مدربين للتحدث معهم (أي يوفر الموقع محادثات مع أشخاص مدربين للإستماع إلى مشاكل المستخدم والتفاعل معه). يتفاعل المستمعون، المدربون على توفير إنصات إيجابي ، مع الشخص الذي يطلب المساعدة عبر محادثة سرية التي توفر للمستخدم هوية مجهولة. يجب أن يتراوح جيل الأعضاء ما بين 13 و 17 عامًا بالنسبة للمراهقين و 18 عامًا وما فوق بالنسبة للراشدين البالغين. يجب أن يكون عمر المستمعين 15 عامًا أو أكثر.
أستوحي اسم الموقع من القصيدة التي تحمل نفس الاسم (7 أكواب من الشاي) للشاعر الصيني لو تونغ، الذي كتبها في القرن التاسع ميلادي. شركة 7 أكواب هي شركة ناشئة من Y Combinator ، أسسها وأنشأها عالم النفس جلين موريارتي (إسمه بالإنجليزية : Glen Moriarty) في شهر يوليو عام 2013.

## روابط خارجية
- الموقع الرسمي